# Bahnstrecke Biberbrugg–Arth-Goldau
| Strecke bei Ecce Homo (2014) |                      |                                                |                                       |
| Lage im Südnetz der Südostbahn |                      |                                                |                                       |
| Streckennummer (BAV): | 673                  |                                                |                                       |
| Fahrplanfeld: | 670                  |                                                |                                       |
| Streckenlänge: | 20,21 km             |                                                |                                       |
| Spurweite: | 1435 mm (Normalspur) |                                                |                                       |
| Streckenklasse: | D4                   |                                                |                                       |
| Stromsystem: | 15 kV 16,7 Hz ~      |                                                |                                       |
| Maximale Neigung: | 50 ‰                 |                                                |                                       |
| Streckengeschwindigkeit: | 80 km/h              |                                                |                                       |
| |                      |                                                |                                       |
| \| \| \| von Wädenswil \| \| \| \| 18,42 \| Biberbrugg \| 829 m ü. M. \| \| \| \| nach Einsiedeln \| \| \| \| 22,25 \| Altmatt \| 920 m ü. M. \| \| \| 25,65 \| Rothenthurm \| 923 m ü. M. \| \| \| 27,10 \| Biberegg \| 932 m ü. M. \| \| \| 28,41 \| Lustnau, früher Nr. 1 (53 m) \| Lustnau, früher Nr. 1 (53 m) \| \| \| \| 1975 aufgehobener Tunnel Nr. 2 (39 m) \| \| \| \| 30,23 \| Sattel Seit 10.12.2023 \| 795 m ü. M. \| \| \| 30,79 \| Sattel-Aegeri Personenzug-Halte bis 10.12.2023 \| 772 m ü. M. \| \| \| 33,51 \| Günschi, früher Nr. 3 (64 m) \| Günschi, früher Nr. 3 (64 m) \| \| \| 33,61 \| Grümpeltobel (86 m) \| Grümpeltobel (86 m) \| \| \| 34,42 \| Kapftobel I (54 m) \| Kapftobel I (54 m) \| \| \| 34,54 \| Kapftobel II (72 m) \| Kapftobel II (72 m) \| \| \| 35,63 \| Steinerberg \| 592 m ü. M. \| \| \| 36,29 \| Bitzi, früher Nr. 4 (63 m) \| Bitzi, früher Nr. 4 (63 m) \| \| \| \| Gleisanschluss \| \| \| \| 36,80 \| Eidg. Magazine \| 545 m ü. M. \| \| \| \| von Chiasso (Gotthardbahn) \| \| \| \| 38,63 \| Arth-Goldau \| 510 m ü. M. \| \| \| \| nach Rigi Kulm (Arth-Rigi-Bahn) \| \| \| \| \| nach Immensee (Gotthardbahn) \| \| \| \| \| nach Zug \| \| |                      |                                                |                                       |
| Strecke |                      | von Wädenswil                                  | von Wädenswil                         |
| Bahnhof | 18,42                | Biberbrugg                                     | 829 m ü. M.                           |
| Abzweig geradeaus und nach links |                      | nach Einsiedeln                                | nach Einsiedeln                       |
| Bahnhof | 22,25                | Altmatt                                        | 920 m ü. M.                           |
| Bahnhof | 25,65                | Rothenthurm                                    | 923 m ü. M.                           |
| Haltepunkt / Haltestelle | 27,10                | Biberegg                                       | 932 m ü. M.                           |
| Tunnel | 28,41                | Lustnau, früher Nr. 1 (53 m)                   | Lustnau, früher Nr. 1 (53 m)          |
| Strecke |                      | 1975 aufgehobener Tunnel Nr. 2 (39 m)          | 1975 aufgehobener Tunnel Nr. 2 (39 m) |
| Haltepunkt / Haltestelle | 30,23                | Sattel Seit 10.12.2023                         | 795 m ü. M.                           |
| Dienststation / Betriebs- oder Güterbahnhof | 30,79                | Sattel-Aegeri Personenzug-Halte bis 10.12.2023 | 772 m ü. M.                           |
| Tunnel | 33,51                | Günschi, früher Nr. 3 (64 m)                   | Günschi, früher Nr. 3 (64 m)          |
| Brücke | 33,61                | Grümpeltobel (86 m)                            | Grümpeltobel (86 m)                   |
| Brücke | 34,42                | Kapftobel I (54 m)                             | Kapftobel I (54 m)                    |
| Brücke | 34,54                | Kapftobel II (72 m)                            | Kapftobel II (72 m)                   |
| Bahnhof | 35,63                | Steinerberg                                    | 592 m ü. M.                           |
| Tunnel | 36,29                | Bitzi, früher Nr. 4 (63 m)                     | Bitzi, früher Nr. 4 (63 m)            |
| Abzweig geradeaus und von rechts |                      | Gleisanschluss                                 | Gleisanschluss                        |
| Blockstelle | 36,80                | Eidg. Magazine                                 | 545 m ü. M.                           |
| Abzweig geradeaus und von links |                      | von Chiasso (Gotthardbahn)                     | von Chiasso (Gotthardbahn)            |
| Bahnhof | 38,63                | Arth-Goldau                                    | 510 m ü. M.                           |
| Abzweig geradeaus und nach links |                      | nach Rigi Kulm (Arth-Rigi-Bahn)                | nach Rigi Kulm (Arth-Rigi-Bahn)       |
| Abzweig geradeaus und nach links |                      | nach Immensee (Gotthardbahn)                   | nach Immensee (Gotthardbahn)          |
| Strecke |                      | nach Zug                                       | nach Zug                              |

Die Bahnstrecke Biberbrugg–Arth-Goldau ist eine Eisenbahnstrecke im Schweizer Kanton Schwyz.
Naben der Bahnstrecke Pfäffikon SZ–Samstagern ist es die einzige von der Schweizerischen Südostbahn erbaute Strecke. Die beiden anschliessenden Strecken, die Strecke über den Seedamm von Rapperswil und die Bahnstrecke Wädenswil–Einsiedeln, wurden von den beiden Vorgängergesellschaften Wädenswil-Einsiedeln-Bahn und Zürichsee–Gotthardbahn erbaut. Seit 2001 gehört die 20,21 Kilometer lange Strecke der durch die Fusion mit der Bodensee-Toggenburg-Bahn entstandenen Schweizerischen Südostbahn (SOB) und ist seit dem 15. Mai 1939 mit der Einphasenwechselspannung von 15 Kilovolt und 16,7 (16 2⁄3) Hertz elektrifiziert.

## Geschichte
Die Strecke entstand als Zufahrt zur Gotthardbahn. Durch die örtlichen Gegebenheiten wurde sie, in Anlehnung an die Strecke Wädenswil–Einsiedeln, mit einer maximalen Längsneigung von 50 Promille trassiert. Die Strecke wurde am 29. Juli 1891 abgenommen und am 31. Juli offiziell eröffnet. Zur 600-Jahr-Feier der Eidgenossenschaft in Schwyz verkehrten zwischen dem 31. Juli und dem 3. August 1891 Extrazüge. Die offizielle Bewilligung für den regelmässigen Betrieb traf am 4. August ein. Der erste fahrplanmässige Zug verkehrte am 8. August 1891. Die erste Bewilligung war noch an Auflagen geknüpft und daher befristet. Die definitive Bewilligung wurde erst nach der offiziellen Brückenprobe 1892 erteilt, da an einigen Brücken noch Nacharbeiten ausgeführt werden mussten.
Lange Zeit war die Finanzierung der Elektrifizierung nicht gesichert. Erst an der Generalversammlung vom 6. Juli 1938 konnte die Finanzierung abgesegnet werden. Sogleich begann man mit dem Bau der Fahrleitung und der Übertragungsleitungen, war doch vorgesehen, die Strecke noch vor der Landi 39 fertigzustellen. Der Strom konnte zum Selbstkostenpreis von den Etzelwerken der SBB bezogen werden. Der Kraftakt gelang, und die Strecken waren innerhalb von 10 Monaten elektrifiziert. Am 13. Mai fand eine kleine Feier statt. Auf den Fahrplanwechsel am 15. Mai 1939 hätte auf dem gesamten Netz der Südostbahn der elektrische Betrieb aufgenommen werden sollen. Die Bahn besass zu diesem Zeitpunkt jedoch keine eigenen elektrischen Fahrzeuge. Die 1938 bestellten acht Triebwagen (CFZe 4/4 und BCFZe 4/4) waren noch nicht ausgeliefert worden.
1935 wurde die Sporthaltestelle Biberegg eröffnet, die 1979 in eine normale Haltestelle umgewandelt wurde.
Beim unteren Lustenautunnel (oder Tunnel Nr. 2) ergaben sich Verformungen, verursacht durch den Hangdruck und den talseitigen Abbau infolge der Verlegung der Kantonsstrasse der vom Tunnel durchstossenen Geländerippe. Die Verformungen wurden Anfang 1975 so stark, dass ein Eingriff unumgänglich wurde. Der Tunnel wurde während einem 12 Tage dauernden Bahnersatzverkehr im Mai 1975 gesprengt und durch eine Stützmauer ersetzt.
Seit dem 15. Oktober 1977 ist die Strecke mindestens mit dem ehemaligen SBB-Profil I, also einem Metergewicht von 46 kg/m, ausgerüstet. Die Beschränkungen bezüglich Achs- und Meterlast konnten daraufhin aufgehoben werden. 2018 sind auf der Strecke alle Fahrzeuge bis einschliesslich der Streckenklasse D4 zugelassen.
Die Haltestelle Sattel (Lage) wurde 2023 im Dorfzentrum von Sattel beim Zentrumsplatz zur Herstellung der Barrierefreiheit und zur besseren Verknüpfung mit den örtlichen Buslinien sowie zur Verkürzung der Wege zur Hochstuckli-Bahn errichtet. Die SOB errichtete einen 170 Meter langen Aussenperron südlich des Gleises mit drei Zugängen und Veloabstellplätzen. Mit der Inbetriebnahme im Dezember 2023 entfielen die Verkehrshalte im Bahnhof Sattel-Aegeri, der für Zugskreuzungen und Umschlag weiterhin in Betrieb bleibt. Der Bahnhof Steinerberg wurde im selben Jahr barrierefrei ausgebaut.

### Unfälle

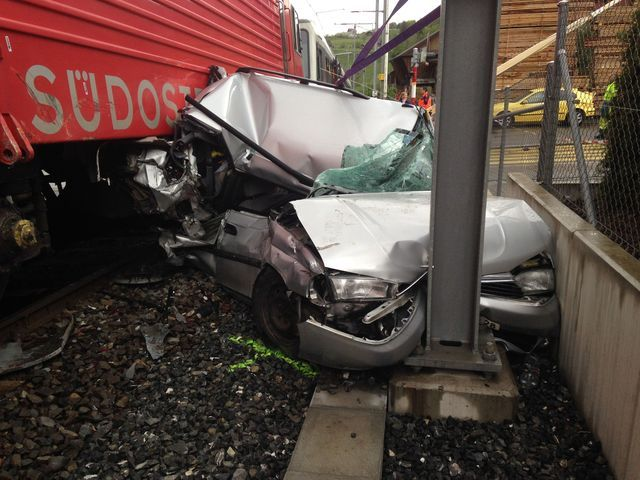
Am Unfall beteiligte Fahrzeuge

Am 9. Mai 2014 überfuhr der Voralpen-Express 2435 in Sattel-Aegeri ein Halt zeigendes Signal. Die Zugsicherung Integra-Signum löste eine Schnellbremsung aus, der Zug kam jedoch erst 100 Meter nach dem geschlossenen Signal zum Stehen. Ein Auto, das einen Bahnübergang mit den noch geöffneten Schranken befuhr, wurde von der Lokomotive Re 446 015 erfasst. Dabei wurde der Autolenker verletzt. In der Station Sattel-Aegeri, die nicht mit Zugsicherung ZUB ausgerüstet ist, war kein Halt vorgesehen. Trotzdem war das Ausfahrsignal geschlossen.

## Streckenverlauf

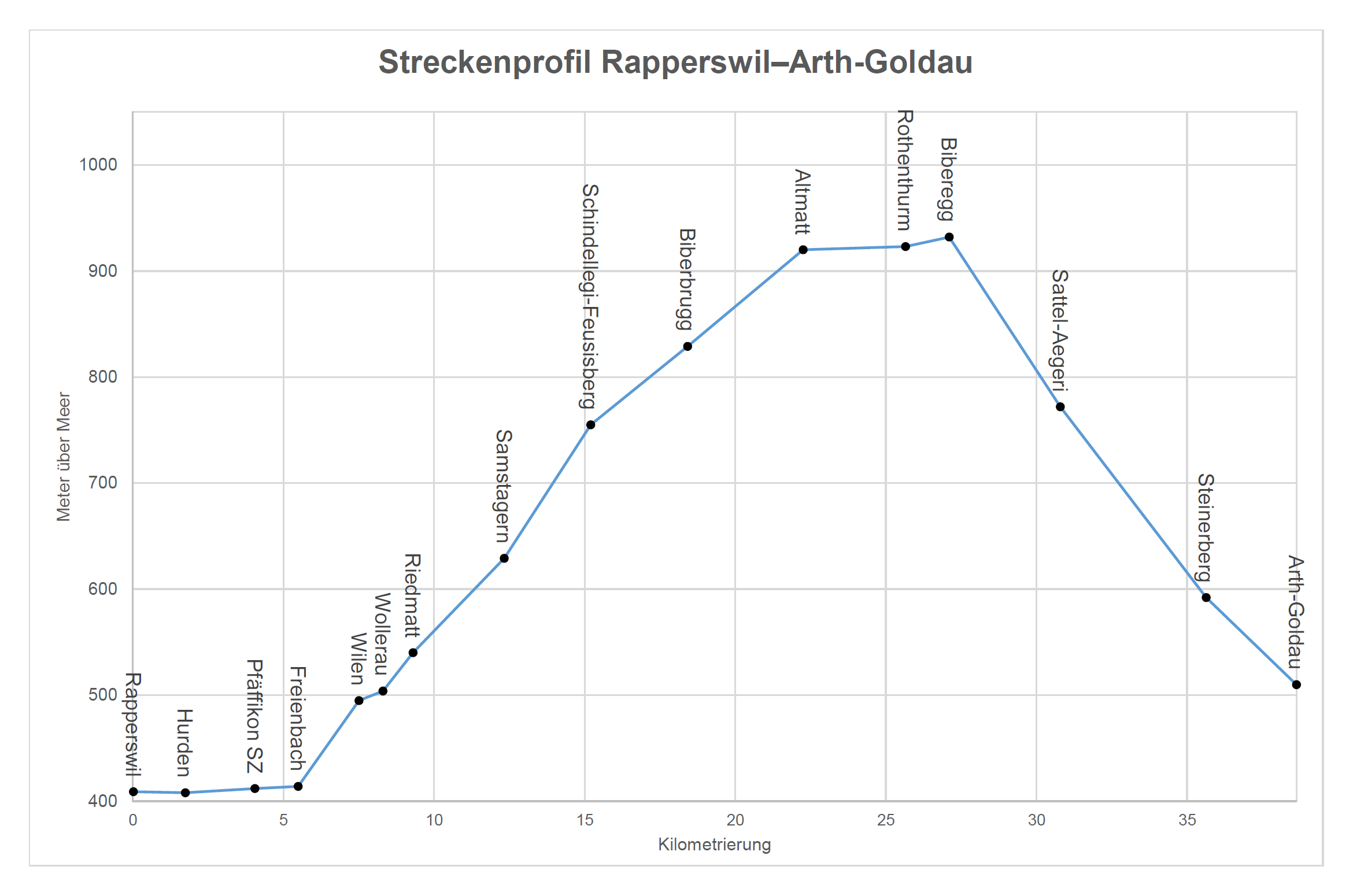
Vereinfachtes Höhenprofil Rapperswil–Arth-Goldau

Die Bahnstrecke zweigt im Bahnhof Biberbrugg von der Bahnstrecke Wädenswil–Einsiedeln ab und gelangt im Hochtal der Biber in südwestlicher Richtung auf gut 900 m Seehöhe bis Rothenthurm und schliesslich Biberegg, wo sich die Wasserscheide zur Steiner Aa befindet. Entlang Letzterer geht es dann an deren tief eingeschnittener Passage bis Sattel nördlich entlang. Die Weitung von Sattel wird am nördlichen Bergfuss ausgefahren, und das Trassee trennt sich dann westwärts von der sich wieder deutlich eintiefenden Aa beim Weiler Ecce Homo. An den Abhängen einer Hangschulter bzw. direkt an den Abhängen des Rossbergs geht es dann unter aufwendiger Querung zahlreicher Hangbäche hinab nach Arth-Goldau an die Gotthardbahn.